# 接龙乡 (重庆市)
接龙乡，是中华人民共和国重庆市武隆区下辖的一个乡镇级行政单位。

## 行政区划
接龙乡下辖以下地区：
小坪村、接龙村和两河村。